# Windsor Witches

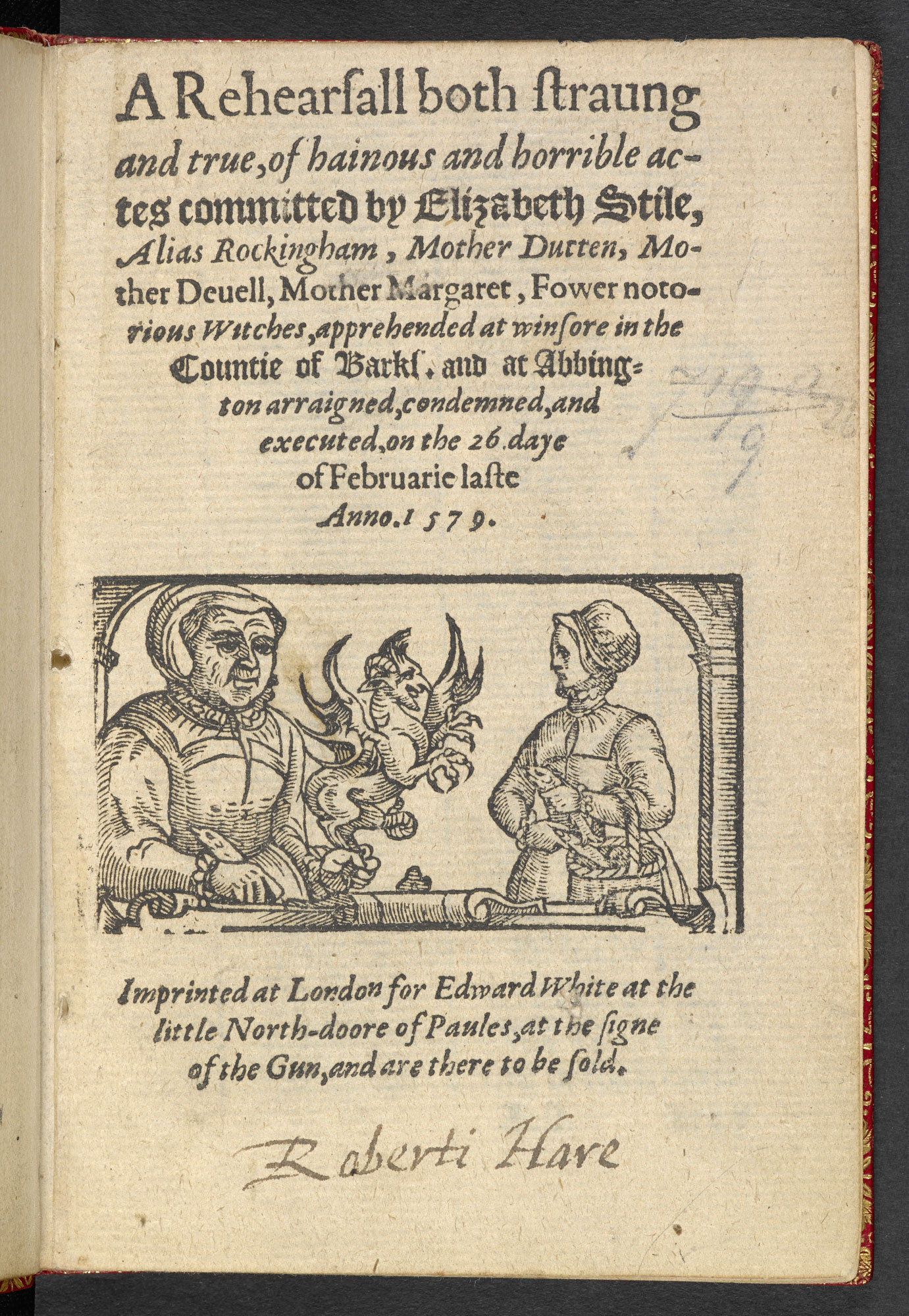
Witchcraft pamphlet:A Rehearsal both Strange and True, 1579

Windsor Witches är det traditionella namnet på en berömd häxprocess som ägde rum i Windsor och Abingdon i England år 1579. Namnet hänvisade till de fyra kvinnor som ställdes inför rätta under processen. Processen var föremål för den berömda häxpamfletten A Rehearsal both Strange and True, 1579. 

## Processen
Elizabeth Stile var verksam som klok gumma i Windsor. Hon beskrivs som en besvärlig äldre kvinna som ofta var inblandad i konflikter, och som utförde förbannelser mot betalning. Hon var indragen i ett flertal konflikter där den lokala domaren Sir Henry Nevel fick medverka. 
År 1579  anmäldes hon av Richard Galis till Sir Henry Nevel för häxeri. "Mother Elizabeth Stiles" ställdes då inför rätta i Abingdon tillsammans med sina påstådda medbrottslingar, de gamla kvinnorna Mother Devell, Mother Dutten och Mother Margaret. I fängelset övertalades Elizabeth Stile av en präst att bekänna sina brott. 
Hon avlade då bekännelse om att hon och de övriga anklagade hade mördat bonden Langford och flera andra personer med hjälp av magi såsom vaxdockor. Hon bekände också att hon hade ett häxdjur, råttan Philip, medan Mother Devell, Mother Dutten och Mother Margaret hade respektive en padda, katten Jill och katten Jenny. De hade ursprungligen arbetat under ledarskap av Mother Sedar och därefter av trollkarlen Rosimond, som kunde förvandla sig och ändra form. De blev alla fyra avrättade genom hängning i Abingdon 26 februari 1579. 